# Mapa conceptual
El mapa conceptual consiste en una sinopsis gráfica sobre un tema en concreto. Es una técnica usada normalmente por estudiantes para resumir y contemplar fácilmente todas las partes y ramificaciones de un tema y sus relaciones.[cita requerida]
- Aprendizaje significativo. El uso de mapas conceptuales permite organizar y comprender ideas de manera significativa según el tema seleccionado. Según diferentes estudios los nuevos conceptos son adquiridos por descubrimiento, que es la forma en que los niños adquieren sus primeros conceptos y se desarrollan en el lenguaje. Es por aprendizaje receptivo, que es la forma en que aprenden los niños en la escuela y los adultos en la vida. El problema de la mayor parte del aprendizaje receptivo en las escuelas, es que los estudiantes memorizan definiciones de conceptos, o algoritmos para resolver sus problemas, pero fallan en adquirir el significado de los conceptos en las definiciones o fórmulas.

- Aprendizaje activo. Cuando se realiza un mapa conceptual, se obliga al estudiante a relacionarse, a jugar con los conceptos, a que se empape con el contenido. No es una simple memorización; se debe prestar atención a la relación entre los conceptos. Es un proceso activo.

## Elementos de los mapas conceptuales
Lo más llamativo de esta herramienta, a primera vista, es que se trata de un gráfico, un entramado de líneas que confluyen en una serie de puntos. En los mapas conceptuales los puntos de confluencia se reservan para los términos conceptuales, que se sitúan en un óvalo o cuadrado; los conceptos relacionados se unen por línea y el sentido de la relación se aclara con "palabras-enlaces", que se escriben con minúscula. Los conceptos, junto a las palabras- enlaces, forman una proposición. 

### Conceptos
Se entiende por concepto una regularidad en los acontecimientos o en los objetos que se designa mediante algún término. Desde la perspectiva del individuo, se pueden definir los conceptos como las imágenes mentales que nos provocan las palabras o signos con los que expresamos ciertas regularidades. Las imágenes mentales tienen elementos comunes a todos los individuos, pero también matices personales. Por ello es importante diferenciar entre conceptos e imágenes mentales; estas tienen un carácter sensorial y aquellos abstractos. En todo caso, puede decirse que los conceptos son imágenes de imágenes. Dependiendo del tema, un concepto puede aparecer las veces que sea necesario.[cita requerida]

#### Proposición
Es un elemento clave del aprendizaje significativo según la teoría de Ausubel, la proposición es la formulación verbal de una idea, lo que significa que para poder enunciar una proposición se requieren de ciertos procesos intelectuales que involucran conocimientos previos. Una proposición, considerando un contexto determinado, es un indicador acerca de la comprensión de un sujeto respecto de un fenómeno o concepto. Consta de dos o más términos conceptuales unidos por palabras (palabras-enlaces) para formar una unidad semántica.

### Palabras de enlace
Son las palabras que sirven para unir los conceptos y señalar el tipo de relación existente entre ambos. La función de las palabras enlace es determinante en el proceso de lectura del mapa conceptual ya que crean una secuencia de lectura de tipo: concepto-palabra, enlace-concepto, produciendo un enunciado-proposición. La palabra enlace cumple también una función para determinar la jerarquía conceptual y da precisión relacional entre conceptos. De esta manera, Novak nos habla de que las palabras- enlaces, al contrario de la idea anterior mencionada, no provocan imágenes mentales. Por ejemplo, en la frase "las plantas son seres vivos", los dos términos conceptuales "plantas" y "seres vivos", estarían enlazados por la palabra "son".

## Características distintivas
Los mapas conceptuales pueden ser identificados por tres principales características: la jerarquización, la síntesis y el impacto visual.

### Jerarquización
En los mapas conceptuales los conceptos deben estar dispuestos por orden de importancia o de inclusividad. Los ejemplos se sitúan en los últimos lugares y no se enmarcan.
Los niveles de jerarquización se acomodan de arriba hacia abajo como en la siguiente figura:

### Síntesis
Los mapas constituyen una síntesis o resumen que contiene lo más importante o significativo de un mensaje, tema o texto. Previamente a la construcción del mapa hay que elegir los términos que hagan referencia a los conceptos en los que conviene centrar la atención. La cantidad de conceptos que seleccionemos dependerá del tipo de material usado o la utilidad que le asignemos al mapa.

### Impacto visual
Un buen mapa conceptual es conciso y muestra las relaciones entre las ideas principales de un modo simple y vistoso. Por ello se aconseja no dar por definitivo el primer mapa que hayamos trazado, sino tomarlo como borrador para rehacerlo y mejorar su presentación. Para mejorar el impacto visual se sugiere destacar los conceptos más relevantes enmarcándolos en una elipse y escribiéndolos con letra mayúscula.
La elipse es preferible al rectángulo ya que aumenta el contraste entre las letras y el fondo.
El mapa conceptual puede tener varios propósitos según el trabajo, como por ejemplo:
- Generar conceptos o ideas (brain storming, etc.) sobre algo o un tema.
- Diseñar una estructura compleja de información (textos largos, hipermedia, páginas web grandes, etc.).[2]
- Comunicar ideas complejas.
- Contribuir al aprendizaje integrando de manera explícita conocimientos nuevos y antiguos.
- Evaluar la comprensión o diagnosticar la incomprensión.
- Explorar el conocimiento anterior y los errores de concepto.
- Fomentar el aprendizaje significativo para mejorar el éxito de los estudiantes.
- Medir la comprensión de conceptos.
- Conocer los conceptos de los temas.

Otras características
- Simplicidad y economía de palabras

Se abordan conceptos efímeros y concretos. Lo que se pretende decir debe de quedar explicado con las palabras justas.  
- Palabras clave

Los mapas conceptuales se sostienen en las palabras clave de un texto, por ello es preciso saber seleccionarlas de manera correcta. 
- Proporciones

Para poder identificar más fácilmente conceptos más o menos importantes, se utilizan diferentes tamaños de letras. 
- Jerarquía

En esta parte, no solo se trata del tamaño de las letras sino del orden en el que aparecen, es decir, por lo general, las palabras que tienen más importancia aparecerán en la parte superior.  
- Uso de conectores

Para evitar que el receptor del mapa conceptual tenga una interpretación inadecuada del mismo, es importante saber cómo utilizar los conectores y utilizarlos solo si son estrictamente necesarios. 
- Representación

El mapa conceptual es una herramienta útil tanto en niños como en adultos. El aprendizaje que se hace a través de los esquemas es activo ya que, requiere un proceso por parte de los estudiantes y/o intérpretes para abstraer el contenido y posteriormente asimilarlo y enlazarlo con otros aprendizajes.

## Cómo construir un mapa conceptual
1. Seleccionar
2. Agrupar
3. Ordenar
4. Representar
5. Conectar
6. Comprobar
7. Reflexionar

Seleccionar
Después de leer un texto, o seleccionando un tema concreto, seleccionar los conceptos con los que se va a trabajar y hacer una lista con ellos. Nunca se pueden repetir conceptos más de una vez en una misma representación.
Agrupar
Agrupar los conceptos, cuya relación sea próxima. Aunque hay sitios donde se recomienda ordenar antes que agrupar, es preferible hacerlo primero: a medida que agrupamos, habrá conceptos que podamos meter en dos grupos al mismo tiempo. De esta forma aparecen los conceptos más genéricos.
Ordenar
Ordenar los conceptos del más abstracto y general, al más concreto y específico.
Representar
Representar y situar los conceptos en el diagrama. Aquí las notas autoadhesivas pueden agilizar el proceso, así como las posibles correcciones. En este caso, no hace falta, puesto que se han representado los conceptos desde el principio.
Conectar
Esta es la fase más importante: a la hora de conectar y relacionar los diferentes conceptos, se comprueba si se comprende correctamente una materia. Conectar los conceptos mediante enlaces. Un enlace define la relación entre dos conceptos, y este ha de crear una oración correcta. La dirección de la flecha nos dice cómo se forma la oración (p. ej. "El perro es un animal",...).
Comprobar
Comprobar el mapa: ver si es correcto o incorrecto. En caso de que sea incorrecto corregirlo añadiendo, quitando, cambiando de posición los conceptos.
Reflexionar
Reflexionar sobre el mapa, y ver si se pueden unir distintas secciones. Es ahora cuando se pueden ver relaciones antes no vistas, y aportar nuevo conocimiento sobre la materia estudiada. Por ejemplo, nos damos cuenta de como los animales y las plantas están relacionados, ya que la vaca come plantas.

## Distinción de otras formas de representación gráfica
Los mapas conceptuales no deben ser confundidos con otro tipo de diagramas tales como organigramas o diagramas de flujo, por el hecho de tener una organización jerárquica o la inclusión de flechas, pues no implican secuencia, temporalidad o direccionalidad, ni tampoco jerarquías “organizacionales” o de poder. También se les debe distinguir de los mapas mentales ya que estos son libres, no se preocupan de la existencia de una jerarquía, son asociacionistas, pueden contener elementos diferentes a los conceptos (imágenes) y la relación entre ideas no es una prioridad. Cabe señalar que también se distingue de las redes semánticas en razón de que estas no suelen organizarse de forma jerárquica u ocuparse únicamente de la relación de conceptos.

## Diferencias respecto al mapa mental
El mapa mental o mind mapping es una técnica popular, inventada por el británico Tony Buzan. Dice: «un mapa mental consta de una palabra central o concepto, en torno a la palabra central se dibujan de 5 a 10 ideas principales que se refieren a aquella palabra. Entonces, a partir de cada una de las palabras derivadas, se dibujan a su vez de 5 a 10 ideas principales que se refieren a cada una de esas palabras». Para muchas personas las dos técnicas pueden parecer similares pero, gran parte de su diferencia estriba en la capacidad visual del mapa mental y las conexiones que realiza. El mapa mental busca y exige imágenes para su construcción. Las imágenes y dibujos tienen varias funciones, algunas nemotécnicas, otras para reducir las palabras manteniendo un concepto o idea compleja y también para buscar nuevas conexiones. Se sabe que las imágenes conectan rápidamente con otras ideas afines, por lo que parte de la potencia del mapa mental está en su capacidad visual para generar nuevas conexiones y retener las ideas con el hemisferio visual del cerebro.